# Леопардовая радужная птица
Леопардовая радужная птица (лат. Pardalotus punctatus) — австралийский вид воробьинообразных птиц из семейства радужных птиц (Pardalotidae).
Эндемик Австралии. Распространён вдоль южного и восточного побережья и на острове Тасмания. Обитает в эвкалиптовых лесах различных типов.
Небольшая птица длиной 8,5—10,5 см, массой 7—12 г. Спина и шея серо-коричневая с многочисленными белыми точками и красноватыми крапинами. Верх головы, крылья и хвост чёрные с белыми точками. Над глазами белая бровь. Грудь бледно-коричневая. Горло и брюхо жёлтые. У самки нижняя часть тела бледнее.
Держится в одиночку или парами. В внебрачный период может присоединяться к смешанным стаям. Питается насекомыми, которых ищет в кронах деревьев. Большую долю в рационе составляет падь, которую производят листоблошки.
Брачный сезон длится с июня по март. За сезон бывает две кладки. Гнездятся в норах в земле на берегах рек или обрывах. Тоннель длиной до 1,5 м выкапывают оба родители. Выводковую камеру выстилают травой и кусочками коры. В кладке три-пять яиц. Инкубация длится 19 дней. Примерно через 25 дней птенцы становятся на крыло.

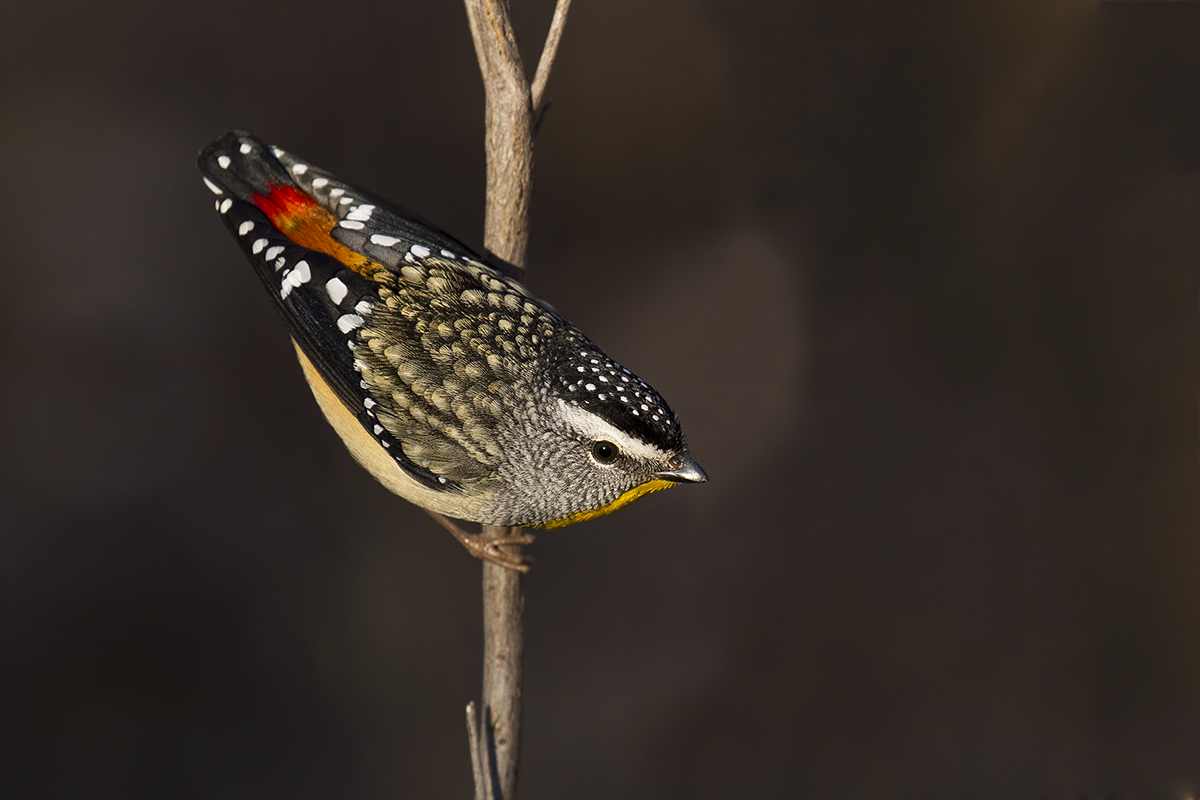